# Ruth Springford
Margaret Ruth Springford, conocida como Ruth Springford (Toronto, 1921 - Etobicoke, Ontario, 20 de noviembre de 2010) fue una actriz canadiense de cine, televisión y radio.
Nacida con el nombre de Margaret Ruth Springford, fue conocida profesionalmente como Ruth Springford. No es muy conocida su vida personal, pero se sabe con absoluta certeza que nunca se casó. Sus créditos en televisión incluyen las series Hangin' In, A Gift to Last, el show de Frankie Howerd y Maggie Muggins, además de la película de Jim Henson, El cubo y la película de terror Al final de la escalera.

## Premios
Como miembro de ACTRA, recibió los siguientes premios:
- Premio Andrew Allan
- Premio John Drainie
- Premio ACTRA
- Premio Dora Mavor Moore

## Fallecimiento
Springford murió en Etobicoke, Ontario, el 20 de noviembre de 2010 a los 89 años.